# آدیتی پنت
آدیتی پنت (متولد ۵ ژوئیه ۱۹۴۳) یک اقیانوس‌شناس هندی است. او اولین زن هندی بود که در سال ۱۹۸۳ به‌همراه زمین‌شناس سودیپتا سنگوپتا و به‌عنوان بخشی از برنامه قطب جنوب هند، به قطب جنوب سفر کرد.
او در مؤسسات برجسته‌ای مانند مؤسسه ملی اقیانوس‌شناسی، آزمایشگاه ملی شیمی، دانشگاه پونا و آکادمی علوم ماهاراشترا سمت‌های برجسته‌ای داشته است.

## اوایل زندگی و تحصیلات
آدیتی پنت در خانواده‌ای دیشاستا برهمین و مراتی زبان در ناگپور، هند به دنیا آمد. پدر او، اپا صاحب پنت، یک دیپلمات محترم بود که به مدت چهل سال در دولت هند خدمت کرد. او همچنین به‌عنوان سفیر در بسیاری از کشورهای اروپا و آفریقا فعالیت داشت. مادرش نالینی دوی، پزشک و عضو کالج سلطنتی جراحان بود. علاقه آدیتی به علم از سنین کودکی شکل گرفت.
کنجکاوی او با قرار گرفتن در معرض دنیای طبیعی از طریق گفت‌وگوهای خانوادگی در زمان شام و فعالیت‌های بیرونی تقویت شد. در زمانی که پنت بزرگ می‌شد، کسب مدارک پیشرفته برای زنان امری نادر بود.
پنت مدرک کارشناسی علوم خود را از دانشگاه پونا (که به‌عنوان دانشگاه پونا نیز شناخته می‌شود) دریافت کرد.
او زمانی که از طریق یکی از دوستان خانوادگی با کتاب «دریای باز» اثر آلیستر هاردی آشنا شد، الهام گرفت که اقیانوس‌شناسی را به‌عنوان حرفه‌ای برگزیند. آدیتی از دریافت بورسیه تحصیلی دولت آمریکا برای ادامه تحصیل در مقطع کارشناسی ارشد علوم در رشته علوم دریایی در دانشگاه هاوایی بسیار خوشحال شد.[3]
علاقه علمی او بر فتوسنتز در جوامع پلانکتونی متمرکز بود. او پایان‌نامه خود را بر تأثیر شدت نورهای گرمسیری بر فتوسنتز توسط جوامع پلانکتونی طبیعی و ماهیت و مقدار جریان کربن کاهش‌یافته از فیتوپلانکتون به باکتری‌ها نوشت. مطالعه این موجودات در دریای باز بسیار دشوار و طاقت‌فرسا بود. با کمک استاد راهنمای خود، دکتر ام.اس. دوتی، تصمیم گرفت روی یک مدل باکتریایی خاص تمرکز کرده و سپس به جوامع بزرگ‌تر بپردازد.
پنت سپس مدرک دکترای فلسفه در رشته فیزیولوژی جلبک‌های دریایی را از کالج وستفیلد دانشگاه لندن دنبال کرد. پایان‌نامه او به فیزیولوژی جلبک دریایی می‌پرداخت. او جایزه SERC و کمک‌هزینه‌ای برای تحقیقاتش دریافت کرد.

## حرفه
به دلیل محدودیت‌های مالی، تحصیل در مقاطع پیشرفته خارج از کشور برای آدیتی پنت آسان نبود، بنابراین دریافت بورسیه دولت آمریکا برای تحصیل در دانشگاه هاوایی یک اتفاق شادی‌آور بود. پژوهش او بر فتوسنتز در شبکه‌های کوچک ماهیان متمرکز بود، زیرا اولین بار از طریق کتاب «دریای باز» با این ساختار دریایی آشنا شد. زمانی که پنت به پایان کار خود برای دکترا نزدیک شد، علاقه‌مند بود در آزمایشگاه‌های خاصی کار کند، اما در این میان با پروفسور ان. کی پانیکار، محقق ارشد CSIR و بنیان‌گذار مؤسسه ملی اقیانوس‌شناسی (NIO)، گوا ملاقات کرد.
در NIO بین سال‌های ۱۹۷۳ تا ۱۹۷۶، آن‌ها تحقیقات ساحلی را که شامل کل ساحل غربی هند از وراول تا کانیاکوماری و خلیج مانار بود، انجام دادند. این مؤسسه یک برنامه ۱۰ ساله در اقیانوس قطب جنوب داشت که به مطالعه موضوعاتی مانند سبک زندگی طبیعی، فیزیک مواد و علوم مختلف دیگر می‌پرداخت.
در سال ۱۹۹۰، پس از ۱۷ سال فعالیت در NIO، پنت به پونا منتقل شد تا در آزمایشگاه ملی شیمی مشغول به کار شود. در اینجا او به مطالعه آنزیم‌شناسی میکروارگانیسم‌های مقاوم به نمک و نمک‌دوست که در زنجیره غذایی نقش دارند، پرداخت.
آدیتی همچنین بین سال‌های ۲۰۰۳ تا ۲۰۰۷ استاد برجسته گروه گیاه‌شناسی دانشگاه پونا بود.

## اکتشافات قطب جنوب
بین دسامبر ۱۹۸۳ و مارس ۱۹۸۴، آدیتی پنت به یکی از دست‌نخورده‌ترین مناطق زمین، قطب جنوب، سفر کرد. این سفر سومین مجموعه از اکتشافات بود که توسط ایندیرا گاندی، نخست‌وزیر وقت، هدایت شد. امضای پیمان‌نامه قطب جنوب توسط هند در سال ۱۹۸۱ آغازگر برنامه قطب جنوب هند بود (که زیر نظر مرکز ملی تحقیقات قطبی و اقیانوسی فعالیت می‌کرد).
همراه با زمین‌شناس ساختاری سودیپتا سنگوپتا، آدیتی پنت اولین زنی بود که از هند پا به قطب جنوب گذاشت. هدف از این اکتشاف جمع‌آوری اطلاعات مربوط به فیزیک، شیمی و زیست‌شناسی زنجیره غذایی در اقیانوس قطب جنوب بود.
پنت تحت شرایط سخت و طاقت‌فرسای اقلیمی به مدت چهار ماه به مطالعه سرزمین اصلی قطب جنوب پرداخت و به دستاوردهای شگرفی رسید. در جریان این مأموریت، تیم آن‌ها داکشین گانگوتری، اولین ایستگاه پژوهشی علمی هند در قطب جنوب (واقع در ۲۵۰۰ کیلومتری قطب جنوب)، را ساخت.
پنت همچنین در پنجمین اکتشاف قطب جنوب در سال ۱۹۸۴ شرکت کرد و تحقیقات در زمینه اقیانوس‌شناسی و زمین‌شناسی را انجام داد.

## ثبت اختراعات و جوایز
آدیتی پنت مالک پنج اختراع ثبت‌شده است و بیش از ۶۷ مقاله در مجلات بین‌المللی منتشر کرده است.
او به دلیل مشارکت‌های خود در برنامه قطب جنوب هند از سوی دولت هند با جایزه قطب جنوب مورد تقدیر قرار گرفت. این افتخار را به‌طور مشترک با همکارانش سودیپتا سنگوپتا، جایا نیتانی و کانوال ویلکو دریافت کرد.
او همچنین برنده جایزه SERC و کمک‌هزینه‌هایی برای تحقیقات خود در زمینه علمی‌اش بوده است.